# PYCARD
PYCARD (англ. PYD and CARD domain containing) – білок, який кодується однойменним геном, розташованим у людей на короткому плечі 16-ї хромосоми. Довжина поліпептидного ланцюга білка становить 195 амінокислот, а молекулярна маса — 21 627.
| 10         |  | 20         |  | 30         |  | 40         |  | 50         |
| ---------- |  | ---------- |  | ---------- |  | ---------- |  | ---------- |
| MGRARDAILD |  | ALENLTAEEL |  | KKFKLKLLSV |  | PLREGYGRIP |  | RGALLSMDAL |
| DLTDKLVSFY |  | LETYGAELTA |  | NVLRDMGLQE |  | MAGQLQAATH |  | QGSGAAPAGI |
| QAPPQSAAKP |  | GLHFIDQHRA |  | ALIARVTNVE |  | WLLDALYGKV |  | LTDEQYQAVR |
| AEPTNPSKMR |  | KLFSFTPAWN |  | WTCKDLLLQA |  | LRESQSYLVE |  | DLERS      |

A: Аланін

C: Цистеїн

D: Аспарагінова кислота

E: Глутамінова кислота

F: Фенілаланін

G: Гліцин

H: Гістидин

I: Ізолейцин

K: Лізин

L: Лейцин

M: Метіонін

N: Аспарагін

P: Пролін

Q: Глутамін

R: Аргінін

S: Серин

T: Треонін

V: Валін

W: Триптофан

Кодований геном білок за функцією належить до фосфопротеїнів. 
Задіяний у таких біологічних процесах, як апоптоз, імунітет, вроджений імунітет, запальна відповідь, альтернативний сплайсинг. 
Локалізований у цитоплазмі, ядрі, мітохондрії, ендоплазматичному ретикулумі.